# SV Siegfried Hallbergmoos-Goldach
Der SV Siegfried Hallbergmoos-Goldach e. V. aus dem bayerischen Hallbergmoos ist ein Ringerverein in Deutschland.
Die erste Mannschaft des SV Siegfried Hallbergmoos ringt seit 2001 in der 1. Bundesliga (Süd, seit 2006 Südost). Deren bisher größter Erfolg war der Vizemeistertitel der Saison 2005/06. Die zweite Mannschaft ist in der Oberliga Bayern, der höchsten bayerischen Liga vertreten. Mitglieder der zweiten Mannschaft werden -nach taktischen Gesichtspunkten- immer wieder in die Bundesligamannschaft abgestellt.

## Geschichte
Am 10. Juni 1922 trafen sich im Gasthof „Zum Klösterl“ in Hallbergmoos ca. 15 bis 20 junge Männer, um einen Schwerathletikverein zu gründen. Gründungsmitglieder waren Jakob und Andreas Rampf, August und Andreas Rötzer, Michael Peischl, Josef Weber, Hans und Thomas Maier, Jakob Ebner, Kajetan Hartman, Hans Dichtl, Josef Lex, Michael Wachinger, Josef und Johann Riedmaier, der zugleich auch Gründungsvorstand war. Durch die wirtschaftliche und politische Lage waren die sportlichen Aktivitäten in dieser Zeit behindert. 1935 kam der Sportbetrieb ganz zum Erliegen.
1. Vorsitzender und Geschäftsführer ist Michael Prill. Stellvertretender Vorsitzender ist Christian Bauer.